# Werkbahnen der Zuckerfabrik Dröbel
| Schmalspur-Dampflokomotive 'Anna', eine von drei Schlepptenderloks von Henschel, Fab.-Nr. 18033-1920, neu geliefert an die Feldbahn der Zuckerfabrik Dröbel bei Bernburg, 1954 verschrottet |                      |                                           |                                           |
| Streckenlänge: | 0,9 km               |                                           |                                           |
| Spurweite: | 1435 mm (Normalspur) |                                           |                                           |
| |                      |                                           |                                           |
| Feldbahn Zuckerfabrik Dröbel (blau) |                      |                                           |                                           |
| Streckenlänge: | 25,0 km              |                                           |                                           |
| Spurweite: | 600 mm (Schmalspur)  |                                           |                                           |
| Streckengeschwindigkeit: | 15 km/h              |                                           |                                           |
| |                      |                                           |                                           |
| \| \| \| von Köthen \| \| \| \| \| Bernburg Gbf \| \| \| \| \| nach Aschersleben \| \| \| \| \| Hegestraße \| \| \| \| 0,0 \| zum Schlachthof (Weiche Z1) \| zum Schlachthof (Weiche Z1) \| \| \| \| Fuhne \| \| \| \| \| Anschluss Gaswerk (Stadtwerke) \| \| \| \| \| Anschluss Teer- und Dachpappenwerk \| \| \| \| \| Teichweg \| \| \| \| \| Fabrikgleis Zuckerfabrik \| \| \| \| 0,7 \| Lst Zuckerfabrik Dröbel \| Lst Zuckerfabrik Dröbel \| \| \| \| zur Fabrik \| \| \| \| \| \| \| \| \| 0,9 \| Entladeplatz Steinbruch \| Entladeplatz Steinbruch \| \| \| 0,0 \| Bf Zuckerfabrik \| Bf Zuckerfabrik \| \| \| \| Baalberger Straße \| \| \| \| 4,1 \| Latdorf \| Latdorf \| \| \| 5,1 \| Pobzig (Barth's Weiche) \| Pobzig (Barth's Weiche) \| \| \| 5,8/(0,0) \| Grimschleben Übf \| Grimschleben Übf \| \| \| \| (Zweig ohne Lokbetrieb) \| \| \| \| (2,7) \| Domäne Grimschleben \| Domäne Grimschleben \| \| \| (3,5) \| Grimschleben Zuckerfabrik \| Grimschleben Zuckerfabrik \| \| \| \| \| \| \| \| (0,0)/8,1 \| Abzweig Gerbitz \| Abzweig Gerbitz \| \| \| (0,4) \| Gerbitz \| Gerbitz \| \| \| \| ehem. Grenze Anhalt/Preußen \| \| \| \| (2,3) \| Zuchau \| Zuchau \| \| \| 10,1 \| Lampe's Weiche \| Lampe's Weiche \| \| \| (2,8) \| Wedlitz Dorf \| Wedlitz Dorf \| \| \| 11,3 \| Wedlitz-Wispitz Übf \| Wedlitz-Wispitz Übf \| \| \| 11,3/(0,0) \| (Zweig ohne Lokbetrieb) \| (Zweig ohne Lokbetrieb) \| \| \| \| Ladegleis Wispitz \| \| \| \| \| ehem. Grenze Anhalt/Preußen \| \| \| \| 13,5 \| Schwarz \| Schwarz \| \| \| \| L 63 \| \| \| \| 14,3 \| Kolno \| Kolno \| \| \| 14,8 \| Bahnstrecke Magdeburg–Leipzig \| Bahnstrecke Magdeburg–Leipzig \| \| \| 15,3 \| Anschluss zum Staatsbahnhof Patzetz \| Anschluss zum Staatsbahnhof Patzetz \| \| \| \| ehem. Pferdebahn vom Bahnhof Patzetz \| \| \| \| (0,0)/16,5 \| Patzetz Domäne \| Patzetz Domäne \| \| \| \| \| \| \| \| (3,8) \| Lödderitz \| Lödderitz \| \| \| (8,1) \| Kühren \| Kühren \| \| \| ca. 18,5 \| Anschlussgleis (1,7 km) \| Anschlussgleis (1,7 km) \| \| \| 20,3 \| Groß Rosenburg \| Groß Rosenburg \| \| \| \| nach Klein Rosenburg (ab 1922 Benzolloks) \| \| \| \| 25,0 \| Breitenhagen \| Breitenhagen \| |                      |                                           |                                           |
| Strecke |                      | von Köthen                                | von Köthen                                |
| Dienststation / Betriebs- oder Güterbahnhof |                      | Bernburg Gbf                              | Bernburg Gbf                              |
| Abzweig ehemals geradeaus und nach links |                      | nach Aschersleben                         | nach Aschersleben                         |
| Bahnübergang (Strecke außer Betrieb) |                      | Hegestraße                                | Hegestraße                                |
| Abzweig geradeaus und nach links (Strecke außer Betrieb) | 0,0                  | zum Schlachthof (Weiche Z1)               | zum Schlachthof (Weiche Z1)               |
| Brücke über Wasserlauf (Strecke außer Betrieb) |                      | Fuhne                                     | Fuhne                                     |
| Abzweig geradeaus und nach links (Strecke außer Betrieb) |                      | Anschluss Gaswerk (Stadtwerke)            | Anschluss Gaswerk (Stadtwerke)            |
| Abzweig geradeaus und nach rechts (Strecke außer Betrieb) |                      | Anschluss Teer- und Dachpappenwerk        | Anschluss Teer- und Dachpappenwerk        |
| Bahnübergang (Strecke außer Betrieb) |                      | Teichweg                                  | Teichweg                                  |
| Abzweig geradeaus und nach links (Strecke außer Betrieb) |                      | Fabrikgleis Zuckerfabrik                  | Fabrikgleis Zuckerfabrik                  |
| U-Bahn-Strecke (außer Betrieb) · Dienststation / Betriebs- oder Güterbahnhof (Strecke außer Betrieb) | 0,7                  | Lst Zuckerfabrik Dröbel                   | Lst Zuckerfabrik Dröbel                   |
| U-Bahn-Abzweig geradeaus und nach links (Strecke außer Betrieb) · U-Bahn-Strecke quer (außer Betrieb) · Kreuzung mit U-Bahn (Strecken außer Betrieb) |                      | zur Fabrik                                | zur Fabrik                                |
| U-Bahn-Abzweig geradeaus und nach links (Strecke außer Betrieb) · U-Bahn-Strecke von rechts (außer Betrieb) · Strecke (außer Betrieb) |                      |                                           |                                           |
| U-Bahn-Strecke (außer Betrieb) | 0,9                  | Entladeplatz Steinbruch                   | Entladeplatz Steinbruch                   |
| U-Bahn-Dienststation / Betriebs- oder Güterbahnhof (Strecke außer Betrieb) | 0,0                  | Bf Zuckerfabrik                           | Bf Zuckerfabrik                           |
| U-Bahn-Bahnübergang (Strecke außer Betrieb) |                      | Baalberger Straße                         | Baalberger Straße                         |
| U-Bahn-Dienststation / Betriebs- oder Güterbahnhof (Strecke außer Betrieb) | 4,1                  | Latdorf                                   | Latdorf                                   |
| U-Bahn-Dienststation / Betriebs- oder Güterbahnhof (Strecke außer Betrieb) | 5,1                  | Pobzig (Barth's Weiche)                   | Pobzig (Barth's Weiche)                   |
| U-Bahn-Dienststation / Betriebs- oder Güterbahnhof (Strecke außer Betrieb) | 5,8/(0,0)            | Grimschleben Übf                          | Grimschleben Übf                          |
| U-Bahn-Abzweig geradeaus und nach links (Strecke außer Betrieb) · U-Bahn-Strecke von rechts (außer Betrieb) |                      | (Zweig ohne Lokbetrieb)                   | (Zweig ohne Lokbetrieb)                   |
| U-Bahn-Strecke (außer Betrieb) · U-Bahn-Abzweig geradeaus und nach links (Strecke außer Betrieb) · U-Bahn-Betriebs-/Güterbahnhof Streckenende und quer (Strecke außer Betrieb) | (2,7)                | Domäne Grimschleben                       | Domäne Grimschleben                       |
| U-Bahn-Strecke (außer Betrieb) · U-Bahn-Betriebs-/Güterbahnhof Streckenende (Strecke außer Betrieb) | (3,5)                | Grimschleben Zuckerfabrik                 | Grimschleben Zuckerfabrik                 |
| U-Bahn-Strecke nach links (außer Betrieb) · U-Bahn-Strecke von rechts (außer Betrieb) |                      |                                           |                                           |
| U-Bahn-Strecke von links (außer Betrieb) · U-Bahn-Abzweig geradeaus und nach rechts (Strecke außer Betrieb) | (0,0)/8,1            | Abzweig Gerbitz                           | Abzweig Gerbitz                           |
| U-Bahn-Dienststation / Betriebs- oder Güterbahnhof (Strecke außer Betrieb) · U-Bahn-Strecke (außer Betrieb) | (0,4)                | Gerbitz                                   | Gerbitz                                   |
| U-Bahn-Grenze (Strecke außer Betrieb) · U-Bahn-Strecke (außer Betrieb) |                      | ehem. Grenze Anhalt/Preußen               | ehem. Grenze Anhalt/Preußen               |
| U-Bahn-Betriebs-/Güterbahnhof Streckenende (Strecke außer Betrieb) · U-Bahn-Strecke (außer Betrieb) | (2,3)                | Zuchau                                    | Zuchau                                    |
| U-Bahn-Dienststation / Betriebs- oder Güterbahnhof (Strecke außer Betrieb) | 10,1                 | Lampe's Weiche                            | Lampe's Weiche                            |
| U-Bahn-Strecke (außer Betrieb) · U-Bahn-Betriebs-/Güterbahnhof Streckenanfang (Strecke außer Betrieb) | (2,8)                | Wedlitz Dorf                              | Wedlitz Dorf                              |
| U-Bahn-Dienststation / Betriebs- oder Güterbahnhof (Strecke außer Betrieb) · U-Bahn-Strecke (außer Betrieb) | 11,3                 | Wedlitz-Wispitz Übf                       | Wedlitz-Wispitz Übf                       |
| U-Bahn-Abzweig geradeaus und von links (Strecke außer Betrieb) · U-Bahn-Strecke nach rechts (außer Betrieb) | 11,3/(0,0)           | (Zweig ohne Lokbetrieb)                   | (Zweig ohne Lokbetrieb)                   |
| U-Bahn-Abzweig geradeaus und von links (Strecke außer Betrieb) · U-Bahn-Betriebs-/Güterbahnhof Streckenende und quer (Strecke außer Betrieb) |                      | Ladegleis Wispitz                         | Ladegleis Wispitz                         |
| U-Bahn-Grenze (Strecke außer Betrieb) |                      | ehem. Grenze Anhalt/Preußen               | ehem. Grenze Anhalt/Preußen               |
| U-Bahn-Dienststation / Betriebs- oder Güterbahnhof (Strecke außer Betrieb) | 13,5                 | Schwarz                                   | Schwarz                                   |
| U-Bahn-Bahnübergang (Strecke außer Betrieb) |                      | L 63                                      | L 63                                      |
| U-Bahn-Dienststation / Betriebs- oder Güterbahnhof (Strecke außer Betrieb) | 14,3                 | Kolno                                     | Kolno                                     |
| Haltepunkt / Haltestelle quer · U-Bahn-Kreuzung mit Eisenbahn geradeaus unten (Strecke geradeaus außer Betrieb) | 14,8                 | Bahnstrecke Magdeburg–Leipzig             | Bahnstrecke Magdeburg–Leipzig             |
| U-Bahn-Betriebs-/Güterbahnhof Streckenanfang und quer (Strecke außer Betrieb) · U-Bahn-Abzweig geradeaus und nach rechts (Strecke außer Betrieb) | 15,3                 | Anschluss zum Staatsbahnhof Patzetz       | Anschluss zum Staatsbahnhof Patzetz       |
| U-Bahn-Abzweig geradeaus und von rechts (Strecke außer Betrieb) |                      | ehem. Pferdebahn vom Bahnhof Patzetz      | ehem. Pferdebahn vom Bahnhof Patzetz      |
| U-Bahn-Dienststation / Betriebs- oder Güterbahnhof (Strecke außer Betrieb) | (0,0)/16,5           | Patzetz Domäne                            | Patzetz Domäne                            |
| U-Bahn-Strecke von links (außer Betrieb) · U-Bahn-Abzweig geradeaus und nach rechts (Strecke außer Betrieb) |                      |                                           |                                           |
| U-Bahn-Dienststation / Betriebs- oder Güterbahnhof (Strecke außer Betrieb) · U-Bahn-Strecke (außer Betrieb) | (3,8)                | Lödderitz                                 | Lödderitz                                 |
| U-Bahn-Betriebs-/Güterbahnhof Streckenende (Strecke außer Betrieb) · U-Bahn-Strecke (außer Betrieb) | (8,1)                | Kühren                                    | Kühren                                    |
| U-Bahn-Betriebs-/Güterbahnhof Streckenanfang und quer (Strecke außer Betrieb) · U-Bahn-Abzweig geradeaus und nach rechts (Strecke außer Betrieb) | ca. 18,5             | Anschlussgleis (1,7 km)                   | Anschlussgleis (1,7 km)                   |
| U-Bahn-Dienststation / Betriebs- oder Güterbahnhof (Strecke außer Betrieb) | 20,3                 | Groß Rosenburg                            | Groß Rosenburg                            |
| U-Bahn-Abzweig geradeaus und nach links (Strecke außer Betrieb) |                      | nach Klein Rosenburg (ab 1922 Benzolloks) | nach Klein Rosenburg (ab 1922 Benzolloks) |
| U-Bahn-Betriebs-/Güterbahnhof Streckenende (Strecke außer Betrieb) | 25,0                 | Breitenhagen                              | Breitenhagen                              |

Die Werkbahnen der Zuckerfabrik Dröbel bestanden aus einem rund einen Kilometer langen normalspurigen Anschlussgleis zum Bahnhof Bernburg und einem Feldbahnnetz in der Spurweite von 600 Millimetern von der Fabrik in Dröbel über Sachsendorf bis nach Breitenhagen an der Elbe. Neben der 25 Kilometer langen Strecke nach Breitenhagen gab es Abzweige in umliegende Dörfer. Die Gesamtgleislänge der Werkbahnen betrug 44,6 Kilometer. Beide Anlagen sind ebenso wie die Zuckerfabrik stillgelegt.

## Geschichte
Zunächst wurde 1895 das normalspurige Anschlussgleis eröffnet. Es zweigte vom vier Jahre zuvor in Betrieb genommenen Gütergleis zum Schlachthof kurz vor diesem ab und überquerte die Fuhne auf einer noch heute existierenden Brücke. Die Strecke verlief in östliche Richtung. Kurz nach der Flussbrücke zweigen zunächst die 1903 bzw. 1908 gebauten Anschlussgleise zum Gaswerk und zur Teerpappenfabrik ab, ehe der dreigleisige Endbahnhof an der Zuckerfabrik erreicht wurde. Das Streckenende bildeten zwei Entladegleise.
Zur Zufuhr der Zuckerrüben aus dem Umland der Zuckerfabrik wurde nach dem Ende des Ersten Weltkrieges der Bau einer schmalspurigen Feldbahn beschlossen. Die anhaltische Landesregierung genehmigte den Bau am 5. August 1919, die Genehmigung durch den Freistaat Preußen erfolgte am 31. Oktober desselben Jahres. Bereits ab 1. Juli 1919 waren die ersten beiden schmalspurigen Dampfloks der Firma Orenstein & Koppel beim Streckenbau im Einsatz. Im September 1920 ging die Strecke in Betrieb. Zwischen Patzetz Domäne und Breitenhagen benutzte die Zuckerfabrik die Gleise der bereits seit 1884 verkehrenden Pferdebahn Patzetz–Breitenhagen, die zumindest noch einige Jahre lang nach der Eröffnung der Feldbahn weiterbetrieben wurde und Personenverkehr aufwies. Die Zweigstrecken nach Grimschleben, Zuchau und Wedlitz waren von Anfang an in Betrieb. Spätestens zur Erntesaison 1923 wurde noch die 8,1 Kilometer lange Zweigstrecke von Patzetz nach Kühren eröffnet. Das Anschlussgleis zum Staatsbahnhof Patzetz wurde Anfang der 1920er Jahre für die Kohleverladung gebaut, der konzessionierte Transport von Kohle zur Zuckerfabrik fand jedoch nicht über die Feldbahn statt.
Planungen der 1930er Jahre für Zweigstrecken von Dröbel nach Gerlebogk (11,7 km) und Biendorf (7,2 km) und von Pobzig nach Drosa (7,1 km) wurden nicht verwirklicht. Bereits gegen Ende der 1930er Jahre war die Zweigstrecke nach Grimschleben hauptsächlich zum Abstellen von Wagen verwendet worden. 1954 wurden der Abschnitt Groß Rosenburg–Breitenhagen sowie die Zweigstrecken Patzetz–Kühren und Gerbitz–Zuchau stillgelegt. Am 25. Mai 1957 wurde die Unterführung unter der Hauptstrecke Magdeburg–Leipzig gesperrt und die Strecke von dort bis Groß Rosenburg ebenfalls stillgelegt. Die Unterführung wurde 1962 beseitigt. Am 23. März 1959 wurde schließlich die Stilllegung der restlichen Schmalspuranlagen genehmigt und in der Folge durchgeführt. Die Gleise wurden an verschiedene Fabriken in der DDR verkauft und für deren Werkbahnen weiterverwendet. Die Zuckerfabrik stellte mit der Erntesaison 1964/65 ihren Betrieb ein, das Gelände wurde jedoch noch bis 1990 als Trocknungswerk genutzt. Kurz danach endete der Betrieb auf dem normalspurigen Anschlussgleis. Dieses war 1995 noch vorhanden, ist jedoch inzwischen weitgehend abgebaut.

## Betrieb
Der Betriebsmittelpunkt war der Bahnhof an der Zuckerfabrik, wo sich ein Lokschuppen befand. Der Fahrplan von 1939 sah pro Tag zehn Zugpaare auf der Hauptstrecke vor. Die Fahrzeit für die Gesamtstrecke betrug etwa zwei bis zweieinhalb Stunden. Vier der Züge fuhren bis Breitenhagen, zwei weitere bis Groß Rosenburg, drei bis Patzetz Domäne und einer nach Zuchau. Auf der Zweigstrecke nach Zuchau wurde ein zweiter Zug eingesetzt, der in Gerbitz im Anschluss an einen Zug der Hauptstrecke begann und endete. Auf den Zweigen nach Grimschleben und Wedlitz wurden die Wagen manuell geschoben, ein Lokbetrieb war hier nicht zugelassen.